# Dimen
『dimen』（ディメン）は、日本のロック・バンドであるNOT WONKの、メジャー2作目、通算4作目のオリジナルアルバム。2021年1月27日にcutting edgeよりリリースされた。

## 背景と制作
前作『Down The Valley』より約1年8か月振りのリリースである。CD only盤とCD＋DVD盤の2種で発売された。アルバム発売に先立って、2020年12月25日に「slow burning」、2021年1月8日に「dimentions」がそれぞれ先行配信された。
本作は、2020年の新型コロナウイルスの流行によってライブ活動が休止に追い込まれた中で、ライブで獲得した肉体性や躍動感を次の表現に取り込むという方法のもとで制作された。レコーディング・エンジニアには柏井日向とIllicit Tsuboiを起用しており、Illicit Tsuboiは収録曲9曲のレコーディングとミックスを手掛けた。

## 音楽性
本作は、ジャズやソウルに接近し一つの到達点を見せた前作『Down the Valley』からその音の裾野はオールディーズポップスからテクノまで広がり、よりミクスチャー感あふれる作品となっている。音楽情報サイトのOTOTOYは本作の収録曲について、「前作で提示された新たなオルタナティヴ・ロックを進化させつつ、ソフト・ロック、ソウル、クラブ・ミュージックの要素も感じさせる幅広い楽曲。」と説明している 。また、低音の出し方やリヴァーブのかけ方など、音像の細部まで突き詰められており、アンサンブルも含めた現代のR&Bやジャズへの接近を指摘されている。リードナンバーである「slow burning」は、轟音サイケロック路線に、ポスト・ハードコアからジャズまでを交えた新感覚のパンク・ナンバーで、閉塞感に覆われた不安な日常の中にある混沌とした感情を叫んでいる。その他、ムーディなバラードの「shell」、ドラムンベースのビートを導入した「200530」、スローな展開からエモーショナルな熱を帯びていく「your name」などが収録されている。

## 収録曲
| 全作詞・作曲: 加藤修平。 |                                         |          |            |      |
| #                        | タイトル                                | 作詞     | 作曲・編曲 | 時間 |
| 1.                       | 「sprit in the sun」                    | 加藤修平 | 加藤修平   | 5:55 |
| 2.                       | 「in our time」                         | 加藤修平 | 加藤修平   | 3:17 |
| 3.                       | 「slow burning」                        | 加藤修平 | 加藤修平   | 3:53 |
| 4.                       | 「shell」                               | 加藤修平 | 加藤修平   | 8:33 |
| 5.                       | 「get off the car」                     | 加藤修平 | 加藤修平   | 2:56 |
| 6.                       | 「200530」                              | 加藤修平 | 加藤修平   | 3:29 |
| 7.                       | 「dimentions」                          | 加藤修平 | 加藤修平   | 5:49 |
| 8.                       | 「interlude」                           | 加藤修平 | 加藤修平   | 3:13 |
| 9.                       | 「the place where nothing's ever born」 | 加藤修平 | 加藤修平   | 6:01 |
| 10.                      | 「your name」                           | 加藤修平 | 加藤修平   | 7:54 |
| 合計時間:                | 合計時間:                               | 51:04    |            |      |